# Винцальо
Винцальо (итал. Vinzaglio) — коммуна в Италии, располагается в регионе Пьемонт, в провинции Новара.
Население составляет 609 человек (2008 г.), плотность населения составляет 41 чел./км². Занимает площадь 15 км². Почтовый индекс — 28060. Телефонный код — 0161.
В коммуне 15 августа особо празднуется Успение Пресвятой Богородицы.

## Демография
Динамика населения:

## Администрация коммуны
- Официальный сайт: